# Östergötlands runinskrifter 187
Östergötlands runinskrifter 187 är en runsten från 1000-talet i Linköpings kommun. Den står idag rest vid Lunnevads folkhögskola utanför Sjögestad, dit den flyttades 1895. Den hade då legat i ett dike på gården Hackstads ägor och råkat ut för att bli söndersprängd. Man förde till Lunnevad de två delar man kunde hitta, vilka endast utgjorde stenens övre högra respektive vänstra del. Hur övriga delar sett ut var emellertid känt från äldre avteckningar och dessa har sedan rekonstruerats i betong. Stenens material är rödaktig granit.

## Runor och translitteration
Runslingan löper varvet runt. På stenens mitt finns ett kors. Inskriften innehåller stungna i- och u-runor och lyder i translitteration: 
[yustin : ri]sti : stin : þana : eftR : [tiura : faþur : sin :]

## Översättning
På modern svenska blir stenens meddelande:
Josten reste denna sten efter Dyre, sin fader.
Ög. 189 är rest över iust, som kanske är förkortning och avser man.